# Vascani
Vascani – wieś w Rumunii, w okręgu Jassy, w gminie Ruginoasa. W 2011 roku liczyła 496 mieszkańców.